# 関東化学
関東化学株式会社（かんとうかがく、英字表記:Kanto Chemical Co., Inc.）は、東京都の化学工業メーカー。

## 概要

### 本社
- 東京都中央区日本橋室町2丁目2番1号　室町東三井ビルディング

### 国内拠点
- 工場…草加工場（埼玉県草加市）、伊勢原工場（神奈川県伊勢原市）、岡山工場（岡山県久米郡美咲町）、大牟田工場（福岡県大牟田市）、岩手工場（岩手県奥州市）、三重工場（三重県津市）
- 支店…大阪支店（大阪府大阪市中央区）、福岡支店（福岡県福岡市博多区）
- 営業所…東京営業所（東京都中央区）、札幌営業所（北海道札幌市清田区）、仙台営業所（宮城県仙台市宮城野区）、宇都宮営業所（栃木県宇都宮市）、筑波営業所（茨城県つくばみらい市）、埼玉営業所（埼玉県北本市）、草加営業所（埼玉県草加市）、国分寺営業所（東京都国分寺市）、京葉営業所（千葉県市原市）、京浜営業所（神奈川県横浜市港北区）、湘南営業所（神奈川県平塚市）、静岡営業所（静岡県静岡市）、中京営業所（愛知県一宮市）、北陸営業所（石川県金沢市）、広島営業所（広島県東広島市）、鹿児島営業所（鹿児島県霧島市）
- 研究所…技術・開発本部（東京都中央区）、中央研究所（埼玉県草加市）、伊勢原研究所（神奈川県伊勢原市）

### 主な事業
- 試薬
- 電子材料
- 臨床検査薬
- 化成品

## 関係会社
- 北海ケミー株式会社
- 山形科学薬品株式会社
- 東海ケミー株式会社
- 関東化学エンジニアリング株式会社
- 京葉ケミー株式会社
- 三徳化学工業株式会社
- 三共化学薬品株式会社
- 三立ケミー株式会社
- 中国ケミー株式会社
- 関東物流株式会社
- 関東化学ホールディングス株式会社
- KANTO CORPORATION
- KANTO KAGAKU SINGAPORE PTE LTD
- KANTO-PPC Inc.

## 特記

### 試薬の純度表示
JISに規定されていない試薬類の純度表示は、製造メーカーの責任において行われる。関東化学はCIとして化学を象徴するベンゼン環（をかたどったやや横長の六角形）の中に、「Cica」（Chemicals Industrial products Collect Associate）の文字を入れたマークを採用しており、Cicaが鹿と読める（過去、同社製の古い試薬のラベルには実際に鹿のイラストが書かれていたものがあった）ことから、試薬等に「関東化学が保証する純度1級」の意で、「鹿1級」と表示されている。